# Krzysztof Skotnicki
Krzysztof Andrzej Skotnicki (ur. 3 stycznia 1953 r. w Łodzi) – polski konstytucjonalista, profesor nauk prawnych, profesor nadzwyczajny Uniwersytetu Łódzkiego (UŁ). Specjalizuje się m.in. w prawie wyborczym i czeskim systemie konstytucyjnym. Prezes Polskiego Towarzystwa Prawa Konstytucyjnego. Jest konsulem honorowym Republiki Czeskiej w Łodzi.

## Życiorys
W 1976 ukończył studia prawnicze na Wydziale Prawa i Administracji UŁ. W 1984 uzyskał tam na podstawie napisanej pod kierunkiem Tadeusza Szymczaka rozprawy pt. Pozycja ustrojowo-prawna republiki autonomicznej w ustroju narodowo-państwowym Związku Radzieckiego stopień naukowy doktora nauk prawnych, zaś w 2000 nadano mu stopień doktora habilitowanego (tytuł monografii habilitacyjnej: Zasada powszechności w prawie wyborczym. Zagadnienia teorii i praktyki). W 2014 uzyskał tytuł naukowy profesora nauk prawnych.
Pełni funkcje kierownika Centrum Studiów Wyborczych UŁ i kierownika Zakładu Prawa Konstytucyjnego Porównawczego UŁ. W 2006 rozpoczął pracę jako ekspert w Biurze Analiz Sejmowych Kancelarii Sejmu RP.
W 2006 założył wydawany przez Łódzkie Towarzystwo Naukowe periodyk naukowy Studia Wyborcze, którego jest redaktorem naczelnym. Zasiada w kolegiach redakcyjnych czeskich czasopism Pravny obozor i Časopis pro právní vědu a praxi.
Pełni funkcję prezesa Polskiego Towarzystwa Prawa Konstytucyjnego i skarbnika Łódzkiego Towarzystwa Naukowego. Został wybrany na członka Komitetu Nauk Prawnych Polskiej Akademii Nauk kadencji 2020–2023. Został odznaczony medalem 600-lecia Łodzi (2023).
Od grudnia 2012 jest konsulem honorowym Republiki Czeskiej w Łodzi.

## Wybrane publikacje
- System konstytucyjny Czech, Warszawa 2000.
- Zasada powszechności wyborów. Zagadnienia teorii i praktyki, Łódź 2000.
- Prawne aspekty funkcjonowania partii politycznych w państwach Europy Środkowej i Wschodniej (red. wspólnie z A. Domańską), Łódź 2003.
- Własność – zagadnienia ustrojowo-prawne. Porównanie rozwiązań w państwach Europy Środkowo-Wschodniej (red.), Łódź 2006.
- Samorząd terytorialny. Doświadczenia i perspektywa. Aspekt łódzki (red.), Łódź 2008.
- Parlament Republiki Czeskiej (współautor V. Jirásková), Warszawa 2009.
- Demokratyczne państwo prawne w teorii i w praktyce w państwach Europy Środkowej i Wschodniej (red.) Łódź 2010.
- Kodeks wyborczy. Wstępna ocena (red.), Warszawa 2011.